# Route nationale 412
Die Route nationale 412, kurz N 412 oder RN 412, war eine französische Nationalstraße.
Die Straße führte auf 27 Kilometern von Woippy nach Thionville führte. 1933 eingeführt, wurde sie 1973 in die Nationalstraßen 52 und 53 aufgeteilt, die dadurch neue Endpunkte erhielten. Für acht Jahre, von 1978 bis 1986, tauchte die Bezeichnung für einen, 13 Kilometer langen deklassierten Abschnitt der Nationalstraße 12 durch Saint-Brieuc auf, heute gibt es sie als RNIL (Route nationale d’intérêt local) in Saint-Denis bei Paris.